# Bretthöhe
Bretthöhe är en bergstopp i Österrike.   Den ligger i distriktet Feldkirchen och förbundslandet Kärnten, i den centrala delen av landet, 230 km sydväst om huvudstaden Wien. Toppen på Bretthöhe är 2 320 meter över havet, eller 289 meter över den omgivande terrängen. Bredden vid basen är 5,3 km. Bretthöhe ingår i Gurktaler Alpen.
Terrängen runt Bretthöhe är varierad. Runt Bretthöhe är det ganska tätbefolkat, med 56 invånare per kvadratkilometer.. Närmaste större samhälle är Himmelberg, 18,5 km söder om Bretthöhe. 
I omgivningarna runt Bretthöhe växer i huvudsak blandskog.